# 아비아모토르나야역 (볼샤야 콜체바야선)
아비아모토르나야 역(러시아어: Авиамоторная)은 모스크바 지하철 볼샤야 콜체바야 선의 역이다. 이 역은 네크라솝스카야 선 연장 개통의 일환으로 2020년 3월 27일에 개통되었다.
칼리닌스코 솔른쳅스카야 선의 아비아모토르나야 역과 동일 역명을 사용하는 본 역명은 아비아모토르나야 울리차에서 따왔으며, 이는 바라노프 중앙 항공자동차 개발 연구소의 명칭이다.

## 구조
1면 2선의 섬식 승강장 구조로, 본 역에는 두 개의 대합실이 존재한다. 그 중 한 곳은 프로예즈드 옌투지아스토프에서 아비아모토르나야 울리차 출입구로 나가는 방향이다.

## 주변
모스크바 철도 카잔스코예 지선의 노바야 역사뿐만 아니라 기존의 아비아모토르나야 역으로 갈아탈 수 있는 환승 거점의 일부분이다. 또한, 현재 폐지된 시장 터에 위치했던 행인들의 상업적 구성요소가 있다.

## 환승
아비아모토르나야 역에서는 칼리닌스코 솔른쳅스카야 선의 아비아모토르나야 역으로 환승이 가능하다.